# 烏丸線
烏丸線（日语：／ Karasuma sen */?）是自日本京都府京都市左京區的國際會館車站至京都市伏見區的竹田車站的京都市營地下鐵的路線。烏丸線是京都最初的市營地下鐵路線。

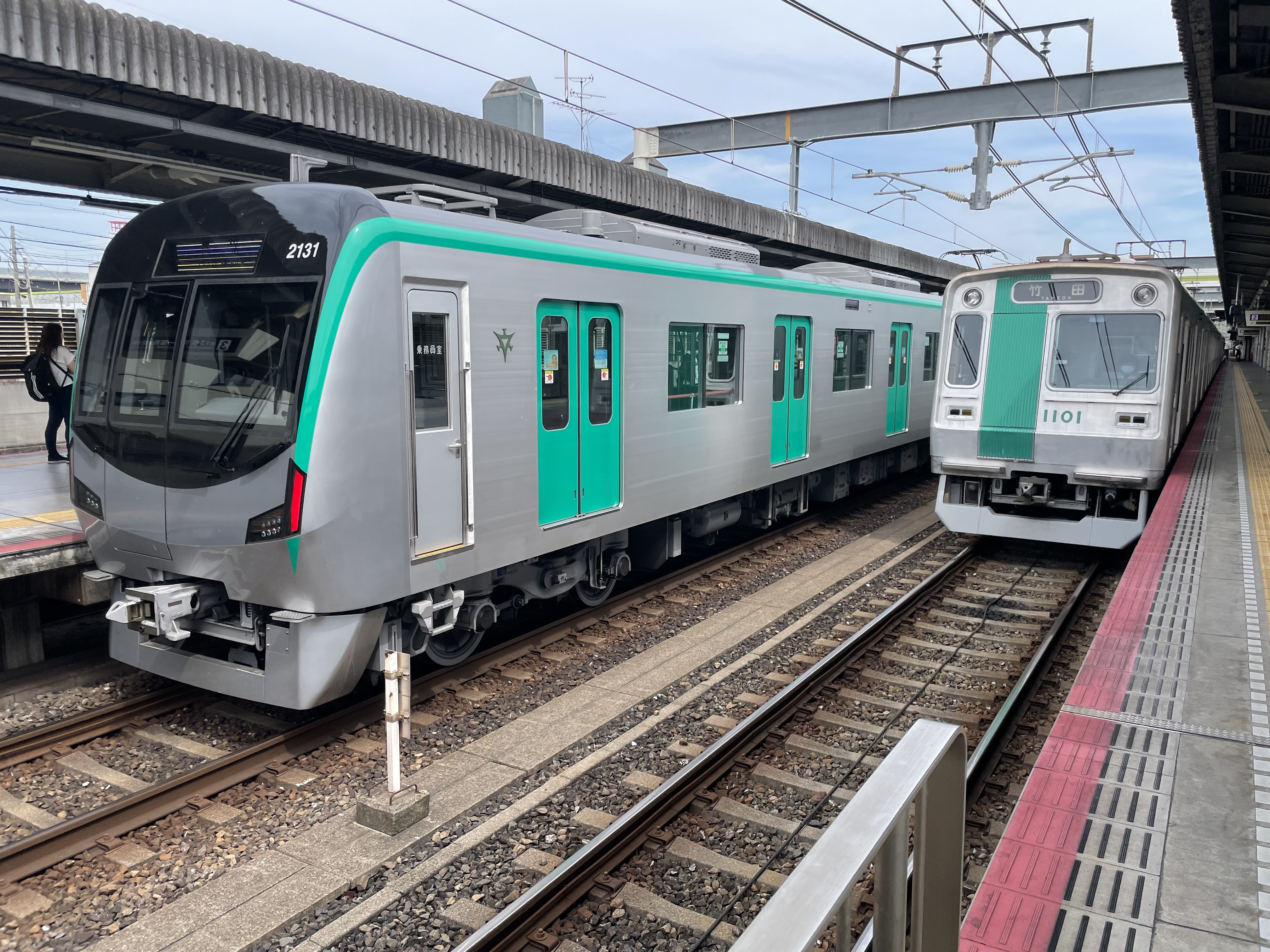
左為20系電聯車，右為10系電聯車 (2022年5月)

## 概要
除竹田站為地面站體外，全線均設於地下。而北大路站 - 十條站區間位於烏丸通的地下，南北縱貫京都市中心。現時所有列車均為6車廂編成運行，而開業初期暫以4節車廂編成。

### 路線資料
- 路線距離（營業距離）：13.7公里
- 軌距：1435毫米
- 站數：15個（包括起終點站）
- 複線路段：全線
- 電氣化路段：全線電氣化（直流1500V、高架電纜）
- 地面路段：竹田站附近
- 閉塞方式：車內信號式（ATC）
- 最高速度：75公里/小時
- 總建設費：3054億日圓[注釋 1]

### 路線特徴
沿線途徑下列大學，因此烏丸線的學生乘客頗多。
- 京都精華大學（自國際会館車站有穿梭巴士。但更多學生利用叡山電鐵鞍馬線京都精華大前車站）
- 京都工藝繊維大学（也有較多利用松崎車站、叡山電鐵修學院車站的學生）
- 京都府立大學、京都ノートルダム女子大學（北山車站）
- 京都產業大學（主要在北大路車站、國際會館車站換乘巴士。）
- 大谷大學、短期大學部（北大路車站）
- 同志社大學、同志社女子大學（今出川校地：今出川車站）
- 平安女學院大學（京都校區：丸太町車站）
- 佛教大學（紫野校區：自北大路車站換乘巴士、四條中心：四條車站）
- 龍谷大學、短期大學部（深草校舎：くいな橋駅、大宮校舎：京都車站。單深草校舎距京阪本線深草車站較近）

也有眾多觀光客乘坐烏丸線，沿線的主要觀光地有京都御所（今出川車站、丸太町車站）和東本願寺（京都車站、五條車站）。前往其他觀光地則多換乘東西線，或自地下鐵各車站換乘京都市巴士、京都巴士等公共汽車。

## 運行形態
除了在線內往返運行之外，也有在竹田車站直通運行至近鐵京都線的相互直通運行列車。2012年3月20日修改時刻表之後，在白天每小時運行8班列車（7分30秒間隔。線内往返5班列車、新田邊直通普通2班列車、奈良直通急行1班列車）。本路線並無任何短程區間運班次，所有列車均會途經國際會館 - 竹田沿途各站。

### 線内往返
在平日非繁忙時段為每小時5班，繁忙時段(早上7至11點、下午4至8點)則為4~7分鐘一班。車站的行駛方向介紹和方向幕均只表示「國際會館」或「竹田」。除了京都市交通局的列車之外，也有近鐵的列車運行。其中3200系的方向幕(布牌)只顯示目的地而不顯示列車種別，3220系之運行標識板亦不顯示。

### 新田邊直通普通
在白天每小時運行兩班（30分間隔）自近鐵京都線新田邊車站發車的列車。方向幕顯示為「 普通  新田辺」「 普通  国際会館」。
早晨則僅運行有一班自近鐵宮津發車開往國際會館的列車（並無開往近鐵宮津的列車）。另外，急行列車並不在距同志社大學京田邊校區較近的興戶車站停車。因烏丸線直通普通列車在新田邊站往返，近鐵普通列車的運行間隔為7分半 - 22分半。

### 近鐵奈良直通急行
在2000年3月15日時刻表修改之後登場。自近鐵奈良車站發車，為急行列車（在烏丸線內為各站停車），白天每小時有一班列車（60分間隔），早晨則只有國際會館發車的兩班列車（禮拜六、休息日為一班列車）運行。方向幕顯示為「 急行  奈良」「 急行  [京都]国際会館」。在列車到達竹田車站后進行線內返程運行時顯示變更為後者。另外，2012年3月20日時刻表修改之前，白天每小時運行兩班列車（30分間隔）。

## 列車

### 自有列車
10系
在近鐵線內，只在和地下鐵線直通運行的竹田車站 - 新田邊車站、近鐵奈良車站區間運行。並不只在近鐵線內運行。
在烏丸線內，方向幕除了「國際會館」、「竹田」之外，也曾顯示為過去的終點站「京都」（近鐵列車中因有開往近鐵京都的列車，迄今仍然在使用）、「北大路」、「北山」，以及「烏丸御池」。
因近鐵奈良線自2009年3月20日開始和阪神電氣鐵道相互直通運運行，在大和西大寺車站 - 近鐵奈良車站區間，可看見10系和阪神的列車（1000系、9000系）並行的場面。

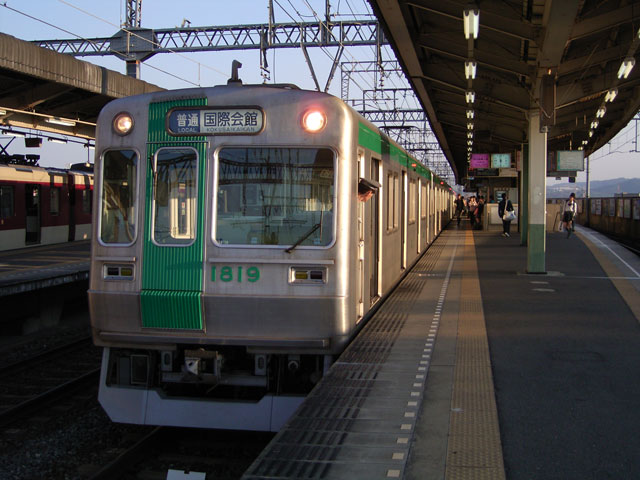
京都市交通局10系（6次車）／近鐵大久保車站
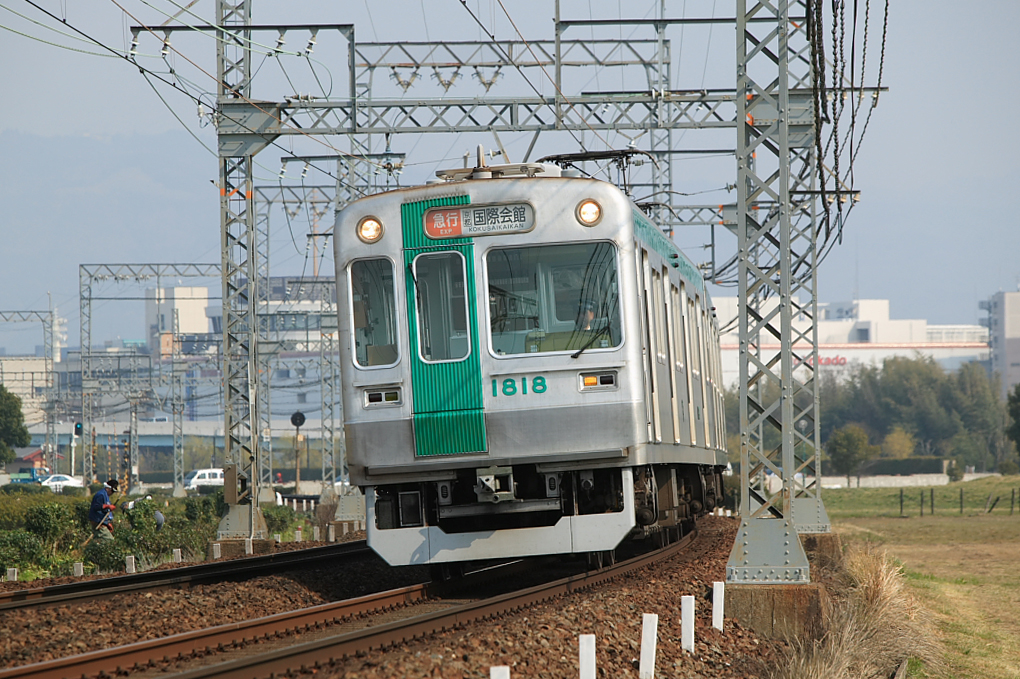
10系 最終增備車

### 直通運行車輛
近畿日本鐵道
3200系
3220系
兩者都也在近鐵京都線、橿原線（僅急行，主要是近鐵京都發車）、天理線（僅急行，數量較少）、奈良線、難波線（主要是普通、區間準急、準急）運行。全天只在近鐵線內，或地下鐵烏丸線內運用。因此在京都車站，這兩種列車可進入烏丸線、近鐵線双方的月台。另外，因兩者都無進行直通運行至阪神的改造，因此除了大阪難波車站 - 櫻川車站區間的回送列車之外並不直通運行至阪神線內。

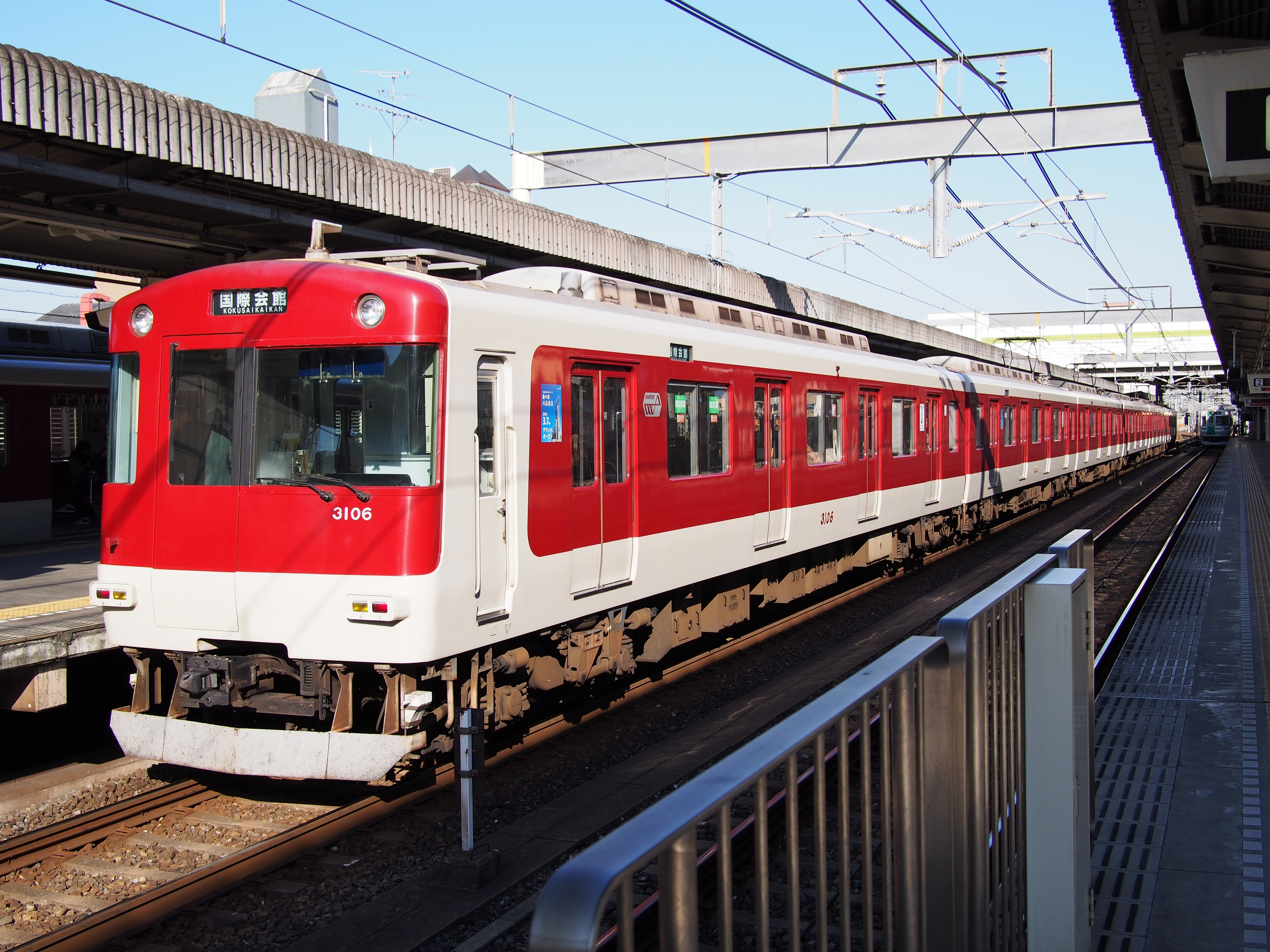
近鐵3200系／竹田站
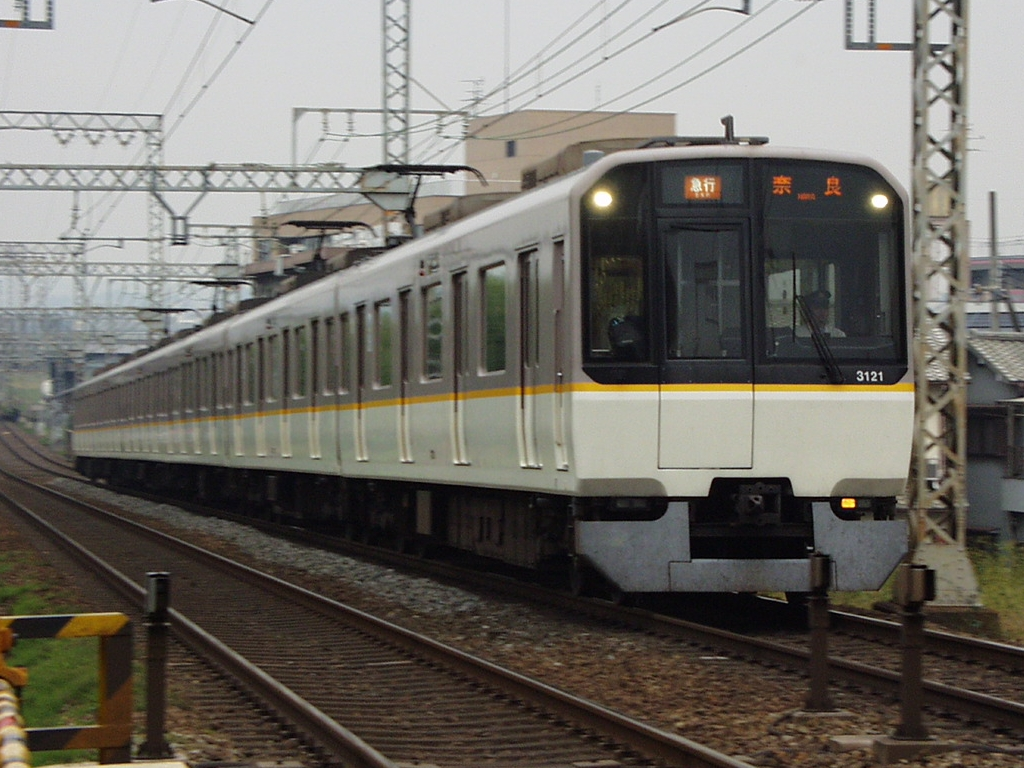
近鐵3220系／新大宮車站附近

## 歷史
- 1974年（昭和49年）：烏丸線開工（着工）。開業試運行時期，可憑在這一年發售的「記念章及車票」乘車。
- 1981年（昭和56年）5月29日：北大路車站 - 京都車站區間開業。10系電車開始投入營業運行。
- 1988年（昭和63年）6月11日：京都車站 - 竹田車站區間開業。
- 1988年（昭和63年）8月28日：開始直通運行至近鐵京都線新田邊車站。近鐵3200系電車開始營業運行。
- 1990年（平成2年）10月24日：北山車站 - 北大路車站區間開業。
- 1997年（平成9年）5月22日：東西線開業之前，御池車站改稱為烏丸御池車站。
- 1997年（平成9年）6月3日：國際會館車站 - 北山車站區間開業，全線開通（自正午開始營業）。
- 2000年（平成12年）3月15日：開始進行國際会館車站 - 近鐵奈良車站曲間的直通急行運行。近鐵3220系電車開始營業運行。
- 2011年（平成23年）3月25日：自這天起更新接近廣播和接近旋律，并導入入線旋律。[1]
- 2012年3月20日：时刻表修正。白天时间带的急行列车60分钟一班。
- 2013年3月23日：交通类IC卡开始全国相互使用。
- 2014年12月20日：在乌丸御池车站启动可动式月台门（2015年在四条车站、京都站也设立）。
- 2015年10月2日：除了年末年初和盂兰盆节期间，每周五开始运行“コトキン・ライナー”。
- 2018年3月17日：实施时刻表修正。平日时刻表的7点和10点各1往返及15-17点增加2往返列车。平日、周末时刻表都提前5分钟在国际会馆站始发。

## 延伸計劃
油小路通被指定為高度集積地區，政府對當地的活性化頗具期待，也有將烏丸線自竹田車站和近鐵京都線分岐，延伸至横大路附近（全長4.4km）的計劃。計劃中的線路將建設在大手筋的地下，到達京阪本線的中書島車站和淀車站之間的附近地區。近畿地方交通審議會（國土交通省的諮問機關）在2004年10月8日，作為中長期希望建設的鐵道網，報告了延伸至竹田車站以南的計劃。
並且也有越過宇治川南進，延伸至計劃在宇治川南部建設的洛南新都市的構想，但近畿地方交通審議會的報告中並未提及。
在北端也有延伸至岩倉地區的構想，但近畿地方交通審議會的報告中也未提及這個計劃。

## 車站列表
- 所有車站都位於京都府京都市。
- 普通、急行：烏丸線內各站停車。
- 直通路段竹田－新田邊、近鐵奈良間的停靠站參見「京都線 (近畿日本鐵道)」。
- 截至2013年1月，除九條站外各站的站名牌作為廣告併記鄰近設施名[5]。

| K01                | 國際會館           |                    | Kokusai-kaikan     | -                  | 0.0                | | 左京區 | | |
| K02                | 松崎               |                    |                    | 1.6                | 1.6                | | 左京區 | | |
| K03                | 北山               |                    |                    | 1.0                | 2.6                | | 北區 | | |
| K04                | 北大路             |                    |                    | 1.2                | 3.8                | | 北區 | | |
| K05                | 鞍馬口             |                    |                    | 0.8                | 4.6                | | 上京區 | | |
| K06                | 今出川             |                    |                    | 0.8                | 5.4                | | 上京區 | | |
| K07                | 丸太町             |                    |                    | 1.5                | 6.9                | | 中京區 | | |
| K08                | 烏丸御池           |                    |                    | 0.7                | 7.6                | 京都市營地下鐵： 東西線（T13） | 中京區 | | |
| K09                | 四條               |                    |                    | 0.9                | 8.5                | 阪急電鐵： 京都本線（烏丸：HK-85） | 下京區 | | |
| K10                | 五條               |                    |                    | 0.8                | 9.3                | | 下京區 | | |
| K11                | 京都               |                    |                    | 1.0                | 10.3               | 東海旅客鐵道： 東海道新幹線 西日本旅客鐵道：東海道本線（ JR京都線、琵琶湖線：JR-A31）、 湖西線（JR-B31）、山陰本線（ 嵯峨野線：JR-E01）、 奈良線（JR-D01） 近畿日本鐵道： 京都線（B01） | 下京區 | | |
| K12                | 九條               |                    |                    | 0.8                | 11.1               | | 南區 | | |
| K13                | 十條               |                    |                    | 0.7                | 11.8               | | 南區 | | |
| K14                | 水雞橋             |                    |                    | 1.2                | 13.0               | | 伏見區 | | |
| K15                | 竹田               |                    |                    | 0.7                | 13.7               | 近畿日本鐵道： 京都線（B05）（直通運行、參見下述） | 伏見區 | | |
| 近鐵線直通運行路段 | 近鐵線直通運行路段 | 近鐵線直通運行路段 | 近鐵線直通運行路段 | 近鐵線直通運行路段 | 近鐵線直通運行路段 | ○普通…直通至京都線新田邊站（但是近鐵→烏丸線有1班近鐵宮津站開往國際會館站的列車） ○急行…直通至奈良線近鐵奈良站                                                                           | ○普通…直通至京都線新田邊站（但是近鐵→烏丸線有1班近鐵宮津站開往國際會館站的列車） ○急行…直通至奈良線近鐵奈良站 | ○普通…直通至京都線新田邊站（但是近鐵→烏丸線有1班近鐵宮津站開往國際會館站的列車） ○急行…直通至奈良線近鐵奈良站 | ○普通…直通至京都線新田邊站（但是近鐵→烏丸線有1班近鐵宮津站開往國際會館站的列車） ○急行…直通至奈良線近鐵奈良站 |

1. ↑  名義上的湖西線分岔點是東海道本線（琵琶湖線）山科站，全部列車直通至京都站

和近鐵的連絡車票只能在京都線的竹田以南的各車站及奈良線、橿原線的部份車站購買。
烏丸線的一些車站隔鴨川和京阪本線相鄰，兩者間雖然有約1站左右的距離，卻和京阪的車站名稱相同。有不少觀光客和不習慣的乘客均稱非常混亂。京阪在中之島線開業時變更了車站名稱，混亂情況有所改善。 
- 松崎車站 - 近鐵山田線也有松崎車站。
- 丸太町車站 - 和京阪神宮丸太町車站的旧站名同名。
- 四條車站 - 和京阪祇園四條車站的旧站名同名。
- 五條車站 - 和京阪清水五條車站的旧站名同名。JR和歌山線也有五條車站。
- 九條車站 - 直通運行的近鐵橿原線有九條車站。並且近鐵線路的直通運行線路阪神難波線和大阪市營地下鐵中央線也有九條車站。另外，在近鐵九條車站可購買前往另外兩個九條車站的車票，票價也幾乎一樣。
- 十條車站 - 和近鐵十條車站近隣。JR埼京線也有十條車站。

## 歷史遺跡的發現
在烏丸線建設之前曾進行遺跡的發掘調查，并發現了眾多遺跡。一些遺跡在烏丸線開通時曾在御池車站（現在的烏丸御池車站）的畫廊展示。其中最大的是旧二條城遺構。

## 延伸閱讀
- 今尾恵介（監修）.  9 関西2. 新潮社. 2009. ISBN 978-4-10-790027-2.